# C.G.V. Automitrailleuse
Die C.G.V. Automitrailleuse ist ein früher Panzerwagen von der französischen Automobilbaufirme C.G.V. Unter Automitrailleusen verstand und versteht man in Frankreich Automobile mit aufmontiertem Maschinengewehr. Sie sind häufig ganz oder teilweise gepanzert.

## Modell von 1902

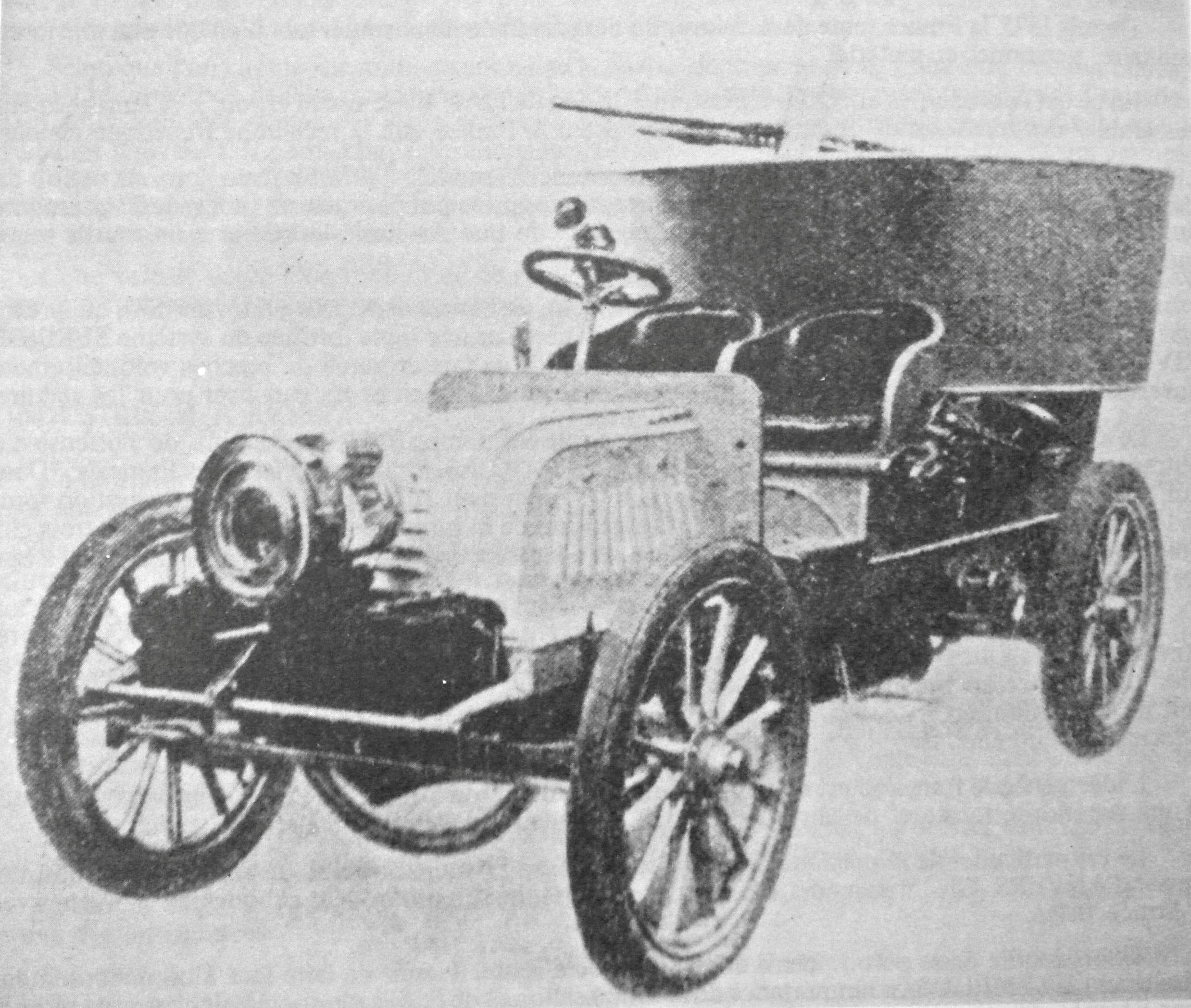
C.G.V.-Automitrailleuse von 1902.

Im Jahr 1902 entwickelte die französische Automobilbaufirma C.G.V. (Charron-Girardot-Voigt) einen mehrsitzigen großen PKW, auf dessen Rücksitzbank ein gepanzerter oben offener Drehturm mit einem um 360° drehbaren Maschinengewehr Typ Hotchkiss M 1900 montiert war, und stellte dieses Gefährt auf dem Pariser Autosalon im Herbst 1902 aus. Das Fahrzeug erregte das Interesse des französischen Kriegsministeriums und wurde im Sommer 1903 ausgiebig mit zufriedenstellenden Ergebnissen getestet. Es war mit seinen 50 PS trotz eines Gewichtes von 3 Tonnen erstaunlich geländegängig, mit 45.000 Franc aber auch sehr teuer. Da man sich kaum Gelegenheiten vorstellen konnte, in denen das Fahrzeug als Kampfmittel von Nutzen sein konnte, wurden keine weiteren Stücke bestellt.

## Modell von 1906

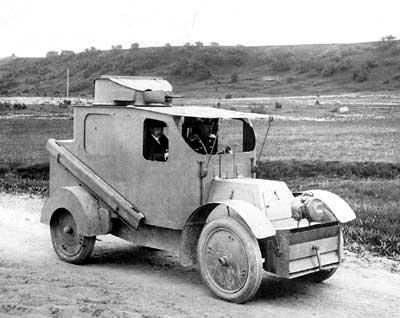
C.G.V. Automitrailleuse, seitlich die Bergungshilfe auch „Spurtafel“ genannt (1906).

### Russischer Auftrag
Ab 1905 arbeitete C.G.V. an einem neuen Modell: Dieses hatte das Chassis des PKW 25/30 CV, war jetzt vollständig mit Panzerblechen verkleidet, hatte einen von innen zu bedienenden Anlasser, auf dem Dach einen um 360° drehbarem Turm mit MG und wog 3 Tonnen. Zur Besatzung gehörten 5 Mann. Links und rechts an den Fahrzeugseiten war jeweils eine etwa 2 m lange Spurtafel befestigt, mit deren Hilfe das Fahrzeug wieder flott werden sollte, wenn es sich irgendwo festgefahren hatte, oder auch Gräben überwunden werden sollten.
Namens und im Auftrag Russlands bestellte der georgische Fürst Michail Aleksandrowitsch Nakaschidze bei der Firma C.G.V. im Sommer 1905 sechs solche Fahrzeuge, später wurde die Bestellung auf 12 Stück, zu liefern 1906, 12 weitere für 1907 und nochmals 12 für 1908 erhöht. Der Prototyp wurde am 8. März 1906 in Sankt Petersburg abgeliefert und erprobt.
Mittlerweile waren die nächsten zwei Stück der Bestellung fertiggestellt. Jetzt aber verweigerte Russland die Abnahme mit der Begründung, Nakaschidze sei nicht autorisiert gewesen, eine derartige Bestellung aufzugeben.

### In Deutschland
Von Guderian erfahren wir, dass die beiden mittlerweile am damaligen deutsch-russischen Grenzbahnhof Eydtkuhnen eingetroffenen Fahrzeuge von Deutschland angekauft und sodann 1909 im Rahmen eines Manövers der 5. Garde-Infanterie-Brigade erprobt wurden. In der Tat gibt es ein Photo, das beide Fahrzeuge – eines mit, eines ohne MG-Turm – mit den deutschen Kfz-Kennzeichen IA-855 und IA-879 zeigt.
Aus einem damaligen Bericht geht hervor: „Die Panzerautos können schnell große Entfernungen zurücklegen, sind aber an feste Straßen gebunden. Die Geschwindigkeit –25 km/h– muss als zu schnell vielfach auf 6–12 km/h herabgesetzt werden.“ Das preußische Kriegsministerium entschied am 12. März 1910, von weiteren Versuchen mit Panzerautos Abstand zu nehmen: Die Verwendungsmöglichkeit sei sehr beschränkt, Panzerwagen könnten nur beim Grenzschutz, im Gebirge, bei Sprengungen von Übergängen über Flussläufe militärischen Wert haben: Also etwa die gleichen Argumente, mit denen man auch in Frankreich einige Jahre zuvor die Entwicklung von Panzerwagen zunächst auf Eis legte.

### In Frankreich
Nachdem Russland die Abnahme aller noch nicht gelieferten Fahrzeuge verweigerte, blieben die restlichen bestellten Fahrzeuge offenbar in Frankreich. Mindestens eines (nach anderem Bericht zwei) von diesen wurde bei den Herbstmanövern 1906 verwendet, jedoch nicht von der französischen Armee gekauft, sondern nur vorübergehend geliehen oder gemietet. Der anschließende Bericht lobte die Geschwindigkeit und hohe Feuerkraft (400 Schuss/min) sowie die Möglichkeit, Straßengräben auf den mitgenommenen Spurtafeln überschreiten zu können. Das Fahrzeug könne zum Sichern von Kolonnen und als Begleitfahrzeug für Kavallerie dienen. Aber es dürfe nicht in die Reichweite der Artillerie kommen, die das Fahrzeug sehr leicht vernichten könnte, außerdem sei es hilflos, wenn die Straße durch eine Barrikade versperrt sei.
Man entschied also nichts, kaufte weder die fertiggestellten Fahrzeuge, noch bestellte man neue zur Fortsetzung der Erprobungen. Hier mag auch der hohe Preis mitgespielt haben: Ein Fahrzeug sollte 80.000 Franc kosten – die gleiche Summe benötigte man, um ein ganzes Infanterieregiment (etwa 3000 Mann) mit Gewehren auszurüsten.
Charron mottete also die restlichen aus dem russischen Auftrag noch nicht abgelieferten Fahrzeuge ein, hierbei ist unklar, ob das sechste und letzte Fahrzeug des ersten Loses aus der russischen Bestellung fertiggestellt wurde oder nicht. Als der Erste Weltkrieg ausbrach, wurden diese zwei oder drei Fahrzeuge von der französischen Armee beschlagnahmt und im Kampf eingesetzt. Eines wurde bei Kampfhandlungen am 17. September 1914 zerstört, ein weiteres war noch Anfang 1915 bei der Truppe. Die Panzerung erwies sich aber bald als zu schwach gegen die deutschen S-Geschosse

### Abweichende Angaben
In der älteren Literatur finden sich bisweilen zu obigen Fakten abweichende Behauptungen:
Es seien von Russland 10 Fahrzeuge 1908 bestellt und geliefert worden. Russland habe 20 Stück Ende 1905, evtl. 36 Stück bestellt; es wird zwar keine Auslieferung behauptet, aber auch nichts von einer Stornierung gesagt. Es seien 36 Stück von Russland bestellt worden, der Auftrag sei aber später aus finanziellen Gründen auf drei reduziert worden, die via Deutschland geliefert worden seien: Es sei jedoch nur ein Fahrzeug angekommen, die übrigen seien während des Transportes verschwunden („lost)“, um dann plötzlich bei deutschen Manövern wieder aufzutauchen („reappearing“). Nur ein Fahrzeug sei 1914 von der französischen Armee beschlagnahmt und kurzzeitig an der Front eingesetzt worden Alle diese Behauptungen sind falsch -bestenfalls Halbwahrheiten-, wie die neuesten Forschungen vor allem von Lopez ergeben haben, die sich völlig mit den Angaben bei Guderian decken.

## Technische Beschreibung
Leider sind zu den Fahrzeugen (außer den wenigen Fakten in der obigen „Info-Box“) keinerlei technische Daten dem bisherigen Schrifttum zu entnehmen. Es kann hier also praktisch nichts über die äußeren Abmessungen, den Motor (es soll sich um einen Vierzylinder-Motor gehandelt haben, der beim Modell 1902 50 PS entwickelte), die Panzerstärke oder das Fahrgestell etc. gesagt werden. Von der Herstellerfirma ist lediglich bekannt, dass sie auch Fahrzeuge der absoluten Oberklasse anbot (für den französischen Präsidenten wurde 1906 ein Charron beschafft) und daher zumindest in der Zeit vor dem Ersten Weltkrieg über hohe Fertigungsqualität und Reputation verfügt haben muss.